# Franjo Ferdinand
Nadvojvoda Franjo Ferdinand Austrijsko-Estenski (Graz, 18. prosinca 1863. – Sarajevo, 28. lipnja 1914.) bio je austrijski nadvojvoda iz vladarske kuće Habsburg-Lothringen i prijestolonasljednik Austro-Ugarske Monarhije od 1896. godine. Njegovim ubojstvom u Sarajevu Austro-Ugarska je prvo tražila provedbu zajedničke istrage o pozadini atentata u čiju organizaciju su, nedvojbeno, bili umiješani određeni vojno-obavještajni krugovi u Kraljevini Srbiji, a nakon srpskih odbijanja zahtijeva Beča za rasvjetljavanjem pozadine ubojstva prijestolonasljednika i njegove supruge Austro-Ugarska Monarhija točno mjesec dana od ubojstva, to jest 28. srpnja, objavljuje rat Kraljevini Srbiji koji potom prerasta u Prvi svjetski rat.

## Rani život
Franjo Ferdinand je rođen u Grazu kao najstariji sin nadvojvode Karla Ludovika, mlađeg brata cara i kralja Franje Josipa I., i princeze Marije Anuncijate Bourbon-Sicilske. Kada je imao 11 godina, umro mu je rođak Franjo V. d'Este koji mu je u naslijedstvo ostavio svoje bogatstvo. Time je Franjo Ferdinand postao jedan od najbogatijih ljudi u Austro-Ugarskoj Monarhiji.

## Nasljednik Austro-Ugarskog prijestolja
Tijekom njegove mladosti, mogućnost da postane nasljednikom prijestolja nije se činila izglednom, te mu je bila namijenjena vojna karijera. Međutim, nakon samoubojstva prijestolonasljednika Rudolfa 1889. godine u Mayerlingu, Franjo Ferdinand dolazi na drugo mjesto na listi nasljeđivanja prijestolja, iza svoga oca. Karlo Ludovik se odmah odrekao trona u korist Franje Ferdinanda. Poslije smrti oca, 1896. godine, postao je austro-ugarskim prijestolonasljednikom. Unatoč tom novom teretu, Franjo Ferdinand je našao vremena za osobne užitke i putovanja. Tako je 1893. godine otputovao u Australiju gdje je sudjelovao u lovu na divljač. Nakon Australije je posjetio Novi Zeland, Nouméa, Nove Hebride, Salomonske Otoke, Novu Gvineju, Sarawak, Tajland, Hong Kong i Japan. Kući se vratio parobrodom RMS Empress of China iz Yokohame preko Vancouvera.

## Vojna karijera
Franjo Ferdinand je, kao i većina članova Habsburške dinastije, pristupio Austro-Ugarskoj vojsci u ranoj dobi. U vojsci je bio često i brzo promican, pa je tako u 14. godini promaknut u čin leutnanta (poručnik), u čin hauptmanna u 22. godini, obersta u 27. i generalmajora u 31. godini života. Iako nikada nije pohađao vojne škole i akademije, Franjo Ferdinand je bio zapovjednik "9. husarske pukovnije". 1898. godine car Franjo Josip I. je izdao naredbu da vojska i sve vojne agencije Austro-Ugarske Monarhije daju na uvid Franji Ferdinandu sve dokumente koje zatraži. Imao je izvršni utjecaj na oružane snage, čak i kad nije držao određenu poziciju, preko vojnog ordinarijata koji je izdavao i primao dokumente o vojnim poslovima. 1913. bio je imenovan inspektorom-generalom svih oružanih snaga Austro-Ugarske Monarhije (Generalinspektor der gesamten bewaffneten Macht), položaj koji je prije Franje Ferdinanda držao nadvojvoda Friedrich Albrecht.

## Politički stavovi
Nadvojvoda Franjo Ferdinand svojim je političkim stavovima i privatnim životom ubrzo na sebe navukao bijes i mržnju dvorskih krugova i političara. Smatrao je da se monarhija mora reorganizirati kako bi opstala, a prvi korak u tome bio bi stvaranje treće federalne jedinice koja bi obuhvaćala Bosnu i Hercegovinu, Hrvatsku, Sloveniju i Vojvodinu tj. stvaranje Hrvatskog-katoličkog kraljevstva. Zalagao se za davanje veće autonomije etničkim skupinama unutar carstva i rješavanju njihova nezadovoljstva, to se posebice odnosilo na Čehe u Bohemiji, Hrvate u Trojednoj Kraljevini Hrvatske, Slavonije i Dalmacije, te ostale južne Slavene u Bosni i Hercegovini. Ta je ideja protiv njega okrenula mađarske političare, koji su svim snagama branili svoju politiku Velike Ugarske i mađarizacije slavenskih naroda. Franjo Ferdinand je gledao Mađare s antipatijom. 1904. godine Franjo Ferdinand je o Mađarima napisao: "Svi Mađari su rulja, bez obzira na to da li su ministar ili vojvoda, kardinal ili građanin, seljak, husar, sluškinja, ili revolucionar." Mađarskog političara Istvána Tiszu je smatrao "patentiranim izdajicom". Mađarski je nacionalizam vidio kao revolucionarnu prijetnju Habsburškoj dinastiji. Kao zapovjednik "9. husarske pukovnije" često se znao naljutiti kada su zapovjednici u njegovoj blizini govorili mađarski, iako je mađarski bio službeni jezik pukovnije. Mađarsku vojsku (Honvédség) unutar Austro-ugarske vojske, je smatrao nepouzdanom i potencijalnom prijetnjom Monarhiji. Franjo Ferdinand se žalio da Mađari nisu u stanju prikupiti novčana sredstva za zajedničku vojsku, te se protivio osnivanju topničkih postrojbi unutar mađarske vojske. Političari iz austrijskog dijela monarhije zamjerali su mu žestok prokatolički stav i pokroviteljstvo nad raznim vjerskim organizacijama. Franjo Ferdinand je isto tako bio pristalica opreznog pristupa prema Kraljevini Srbiji, upozoravajući tvrdolinijaše poput generala Franza Conrada von Hötzendorfa da će oštar pristup prema Srbiji dovesti Austro-Ugarsku Monarhiju u sukob s carskom Rusijom, a što bi moglo rezultirati uništenjem obaju carstava. Franjo Ferdinand je bio razočaran kada je Austro-Ugarska zakazala s vojnim djelovanjem tijekom Bokserskog ustanka u Kini. Druge nacije, poput daleko slabije Belgije i Portugala, su imale stacioniranu vojsku unutar Kine, dokle Austro-Ugarska nije. Bio je žestoki pobornik Austro-ugarske ratne mornarice i to kada mornarica nije bila prioritet Austro-Ugarske vanjske politike, te kada je bila potpuna nepoznanica širem građanstvu Monarhije. Nakon smrti Franje Ferdinanda, Austro-ugarska mornarica odala je počast ubijenom paru tako što su upriličili bdijenje za ubijenog prijestolonasljednika i njegovu suprugu na brodu SMS Viribus Unitis.

## Brak i obitelj
Franjo Ferdinand je upoznao češku groficu Sofiju Chotek na balu u Pragu. Samo pripadnici jedne od vladajućih ili bivši vladajućih dinastija Europe su imali pravo udaje za člana kuće Habsburg-Lothringen. Obitelj grofice Chotek nije bila takvog podrijetla, iako je jedan od Sofijinih direktnih predak bio Albrecht IV. Habsburški. Najavljeno vjenčanje Franje Ferdinanda i Sofije je uzrokovalo veliku političku i ustavnu krizu. Javnost, uključujući samog cara Franju Josipa i carsku obitelj, smatrala je da "obična" grofica nije dostojan izbor za ženu budućeg vladara. U takvom razmišljanju vjerojatno je određenu ulogu igralo i njeno slavensko podrijetlo. Papa Lav XIII., ruski car Nikola II. i njemački car Vilim II. su slali svoje izaslanike kralju Franji Josipu I., ističući da sukob između njega i Franje Ferdinanda oko Sofije potpokava stabilnost Austro-Ugarske Monarhije. Na kraju je odlučeno da, iako Franjo Ferdinand ostaje prijestolonasljednik, njegova žena i djeca neće imati nikakvo pravo nasljeđivanja i neće se smatrati dijelom kraljevske obitelji. Određeno je da Ferdinanda kao vladar treba naslijediti njegov nećak Karlo. Franjo Ferdinand se oženio Sofijom 1. srpnja 1900. godine u Reichstadtu (danas Zákupy) u Bohemiji. Kralj Franjo Josip I. nije prisustvovao vjenčanju, kao niti braća Franje Ferdinanda. Vjenčanju je jedno prisustvovala maćeha Franje Ferdinanda, Marija Terezija Portugalska, zajedno sa svojim kćerima. Nakon vjenčanja Sofiji je dodijeljena titula "Princeza od Hohenberga" (Fürstin von Hohenberg). 1909. godine dodijeljena joj je titula "Vojvotkinja od Hohenberga" (Herzogin von Hohenberg) što joj je podiglo status unutar kuće Habsburg-Lothringen. Franjo Ferdinand je sa Sofijom imao troje djece:
- Princeza Sofija od Hoenberga (1901. – 1990.)
- Vojvoda Maksimilijan od Hohenberga (1902. – 1962.)
- Princ Ernst od Hohenberga (1904. – 1954.)
- Mrtvorođeni sin (1914.), pokopan u Dvorcu Artstetten pokraj svojih roditelja[15]

## Atentati i smrt
Između 1902. i 1914. godine policija je bila u pripravnosti najmanje desetak puta zbog vijesti o atentatorima koji se spremaju pokušati atentat na nadvojvodu. Do prvog pokušaja atentata na Franju Ferdinanda došlo je 1902. godine, a do drugog pokušaja 1906. godine te trećeg 1910. godine na vojnoj vježbi u okolici češkog grada Moravske Ostrave.
»O pokušaju atentata u okolici Moravske Ostrave (danas u Čehoslovačkoj) 14. kolovoza god. 1910. objavio je neobično zanimljiv tekst Vuk Jelovac u listu Republika. Tu ima sljedeće: »Pored mnogih divizija, na pomenutim manevrima bili su prisutni i vojnici iz Bosne i Hercegovine (većinom Srbi) i to po dva bataljona: Prve Sarajevske i Četvrte Mostarske regimente, čije je stalno sedište u to doba bilo u poznatoj Ajzen (Železnoj) kasarni u Beču, koja se nalazila u IX becirku. Pošto se pravovremeno saznalo da će na ovim manevrima sigurno prisustvovati i prestolonaslednik Franc Ferdinand to su članovi tajnih, srpskih revolucionarnih organizacija iz Bosne i Hercegovine i Srbije, čiji su idejni kao i organizacioni vođi bili Vladimir Gaćinović i Voja Tankosić, radili ubrzano, svim silama, na tome da se bezuslovno iskoristi ova prilika. Treba od strane Srba – austro-ugarskih vojnika iz Prve Sarajevske i Četvrte Mostarske regimente, koji su garnizonirali u Beču organizovati atentat na prestolonaslednika Ferdinanda, za koga se pouzdano znalo da je bio nepomirljivi ogorčeni protivnik i dušmanin svih Slovena... Najzad je uspelo da se među Srbima (vojnicima rezervistima) organizuje tajna trojka od članova Narodne odbrane, u kojoj su bili: narednik N. Stančić, N. Nogo i kaplar Pero Golić, iz okoline Travnika, na koga je pala kocka da on, u danom momentu –  za vrijeme puškaranja na predstojećim manevrima –  izvrši ubistvo prestolonaslednika Ferdinanda.« Golić je pucao pravim, a ne manevarskim mecima, ali nije pogodio Ferdinanda nego je ranio u lijevu nogu jednog generala, koji se nalazio u neposrednoj blizini nadvojvode.«

### Sarajevski atentat
Franjo Ferdinand je za Sarajevo krenuo iz Beča, 23. lipnja 1914. godine, posebnim vlakom do Trsta. Potom je vojnim brodom SMS Viribus Unitis doplovio do ušća Neretve, da bi se onda ukrcao na jahtu Dalmat (kasnije znana kao Istranka) kojom je doplovio do Metkovića gdje mu je bio pripremljen svečani doček. U Metkoviću ga je dočekao posebni vlak kojim je krenuo za Sarajevo. Na putu za Sarajevo kratko se zadržao u Mostaru gdje je održao govor pred okupljenim narodom. Franjo Ferdinand je došao u Sarajevo 25. lipnja, te je zajedno sa suprugom Sofijom odsjeo u hotelu Bosna na Ilidži. Osiguranje Franje Ferdinanda u Sarajevu bilo je minimalno i nije bilo ni 120 policijskih službenika zaduženih za njegovu sigurnost. ↓1  Sofija je bila oduševljena dočekom u Sarajevu. Ona je do Sarajeva putovala vlakom preko Budimpešte i Slavonskog Broda, te joj je na svim stanicama bio priređen svečani doček. Dok je Franjo Ferdinand bio zauzet državničkim dužnostima, Sofija je posjećivala sarajevske škole, crkve i dobrotvorne ustanove. 27. lipnja Franjo Ferdinand i Sofija su odlučili neslužbeno prošetati gradom. Taj nenajavljeni "izlet" je iznenadio sarajevsku policiju, ali i Gavrila Principa koji je sjedio u Semizovoj gostionici. Princip tog dana nije kod sebe imao oružje. Dan prije, na samoj Ilidži, je jedan policijski agent uočio Nedeljka Čabrinovića. Znajući za njegov izgon iz grada zbog sudjelovanja u štrajku 1912. godine tražio je instrukcije od nadređenih. Oni su ga međutim obavijestili da je izgon u međuvremenu ukinut i da protiv njega ne mogu ništa zakonski učiniti.
Po službenom planu, od 28. lipnja 1914., Franjo Ferdinand je trebao posjetiti Sarajevo prijepodne, a poslijepodne je već trebao napustiti grad i vratiti se preko Metkovića brodom kući. Cjelokupan plan njegovog posjeta, s točnim mjestima koje će povorka obići, je dan ranije donio list Bosanska pošta. Saznavši za rutu povorke, Princip je odlučio da se zasjeda postavi na Apelovoj obali, dugi putu uz rijeku Miljacku, kojom je povorka trebala proći i to dva puta u kratkom vremenu. Princip je dan ranije objasnio ostalim sudionicima atentata gdje trebaju stajati u trenutku prolaska povorke. Kako je u početku bilo planirano da atentat odrade trojica atentatora, dobili su samo tri bočice cijankalija koji su trebali ispiti odmah po izvršenom činu. No pošto su sada u grupi bila šestorica atentatora, otrov su bili primorani podijeliti i presipati u male papiriće. Je li otrov bio prestar, je li oksidirao prilikom presipavanja, čuvanja u papirićima ili su umanjene doze bile nedjelotvorne, teško je za sigurnošću znati. Princip je svoju bočici cijankalija podijelio s Danilom Ilićem. Već od 9 sati Princip je bio na svom položaju. Ruta prolaska povorke je bilo puna policije, no policija nije primijetila naoružane atentatore koji su se nalazili među okupljenim narodom. Negdje oko 10 sati kolona automobila se pojavila na vidiku, Franjo Ferdinand se vozio u trećem automobilu po redu. Okupljene mase su počele klicati uz zvuk crkvenih zvona i topovskih salvi u čast Franje Ferdinanda. Topovi i crkvena zvona su bila element koji je zbunio atentatore. Tako da Muhamed Mehmedbašić, koji je bio prvi u nizu, nije bacio bombu na povorku. Kasnije se na suđenju opravdavao činjenicom da je odmah do njega stajao policajac, te da zbog toga nije djelovao. Automobil Franje Ferdinanda je prošao kraj Vase Čubrilovića koji isto nije djelovao, te je na suđenju izjavio: "Kad se dovezao nadvojvoda, nisam se mašio za revolver jer mi je bilo žao nadvojvodkinje." Auto je došao i do Cvjetka Popovića koji je također kasnije priznao da nije imao hrabrosti izvršiti čin. To međutim nije pokolebalo Nedeljka Čabrinovića koji je prilikom prolaska automobila Franje Ferdinanda izvadio ručnu granatu i bacio je na povorku. Kako je bomba imala odgodu eksplozije od 10 sekundi, Čabrinović je iskoristio to vrijeme da popije cijankalij i baci se u Miljacku. Bačena bomba se u letu odbila od krova automobila i pala na zemlju. Eksplodiravši ranila je lakše nekoliko ljudi iz mase i Potiorekovog ađutanta Erich von Merizzija u četvrtom vozilu kolone. Automobili u povorci su se potom nakratko zaustavili, ali su ubrzo pod velikom brzinom nastavili put do gradske vijećnice. Princip nije iskoristio trenutak zastoja povorke, jer je gledao što događa s Čabrinovićem. Čabrinovića popijeni otrov nije ubio već mu je samo izazvao rane na ustima. Bijesni policajaci su Čabrinovića izvukli iz Miljacke, te je potom bio žestoko pretučen od strane policajaca i okupljene mase. Franjo Ferdinand je s povorkom došao do gradske Vijećnice gdje je trebao poslušati pozdravni govor. No prije pozdravnog govora je uzbuđeno kritizirao gradonačelnika Fehrima Čurčića izjavivši: "Gospodine gradonačelniće, došao sam ovdje u posjet, a na mene bacaju bombe. To je nečuveno." Tek nakon što mu je grofica Sofija prišapnula nešto u uho, Franjo Ferdinand se donekle smirio i dopustio gradonačelniku Čurčiću da nastavi s govorom. Franjo Ferdinand je nakon toga dao par ciničnih izjava, uperenih ponajviše generalu Potioreku. Službenici i pripadnici pratnje Franje Ferdinanda su nakon govora raspravljali što dalje učiniti. Franjo Ferdinand i Sofija su odustali od službenog plana i odlučili da će u bolnici posjetiti žrtve bombaškog napada. Grof Franz von Harrach je odlučio stati na lijevi prag automobila kako bi svojim tijelom zaštitio Franju Ferdinanda tijekom vožnje. General Potiorek je smirivao Franju Ferdinanda obećavši mu izmjenu rute, ali o tome nije obavijestio vozača Leopolda Lojku niti ostatak povorke. Povorka je krenula iz gradske vijećnice oko 10.45. Kada je automobil Franje Ferdinanda skrenuo u ulicu Franje Josipa, general Potiorek je viknuo vozaču da idu krivim putem. Vozač je zakočio i počeo polagano voziti unatrag. U tom trenutku je Princip, koji je stajao na nekoliko metara, ispalio dva hica u smjeru automobila. Prvi metak je pogodio Franju Ferdinanda, a drugi, namijenjen generalu Potioreku, pogodio je Sofiju. Dok je Princip u gužvi nastojao ispiti cijankalij okružili su ga policajci koji su mu oduzeli pištolj kojim se je namjeravao ubiti. U trenucima borbe-naguravanja iz Principova džepa ispala je bomba, što je izazvalo komešanje. Otrov, kao i kod Čabrinovića, nije djelovao i Principu je samo zadao želučane teškoće. Principa su od policijskih udaraca nastojali spasiti njegovi prijatelji s kojima je nekoliko sekundi prije atentata razgovarao. Jedan od njih, Mihajlo Pušara, je i udario detektiva koji je vidjevši pištolj uperen prema Franji Ferdinandu nastojao spriječiti Principa u izvršenju atentata. General Potiorek je par sekundi nakon pucnjave naredio vozaču da vozi u njegovu rezidenciju, te je u tom trenutku mislio da su Franjo Ferdinand i Sofija samo u nesvjesti i da će biti dobro. Dok je povorka u velikoj brzini prolazila sarajevskim ulicama, okupljeni ljudi su i dalje oduševljeno klicali "Živjeli!". Negdje na pola puta suputnici su uočili da je Franjo Ferdinand ranjen, pošto je iz njegove rane na grlu istjecalo mnogo krvi. Franjo Ferdinand je u automobilu zazivao suprugu kojoj je govorio: "Sofija, Sofija! Nemoj umrijeti! Živi za našu djecu!, nakon čega je uslijedilo šest ili sedam odgovora "Ništa mi nije." na pitanje grofa von Harracha kako je. Po dolasku u rezidenciju generala Potioreka, Sofija je odmah bila proglašena mrtvom, dok je Franjo Ferdinand preminuo 10 minuta kasnije. General Potiorek je isti dan uputio brzojav na Dalmat da je "Njegovo Carsko i Kraljevsko Veličanstvo Nadvojvoda Franjo Ferdinand pao kao žrtva atentata", te je naredio da jahta Dalmat čeka na ušću Neretve uz SMS Viribus Unitis sve dok on osobno ne izda daljnje upute. Tijela Franje Ferdinanda i Sofije su 30. lipnja 1914. vlakom prenesena do Metkovića, ukrcana na jahtu Dalmat koja ih je onda prenijela i prebacila na SMS Viribus Unitis.

#### Reakcije na Sarajevski atentat u Trojednoj Kraljevini Hrvatske, Slavonije i Dalmacije

##### Zagreb i središnja Hrvatska
Prve vijesti o atentatu na Franju Ferdinanda i Sofiju su stigle u Zagreb oko 13 sati. Odmah su bile otkazane sve proslave i koncerti, kina su bila zatvorena, a hrvatske trobojnice koje su izvješene dočekale izaslanstvo riječkih Hrvata zamijenjene su crnim zastavama. Poslije 17 sati počela su izlaziti posebna izdanja dnevnih novina koja su odmah bila rasprodana. Već oko 19 sati počela se stvarati povorka đaka koja je na čelu imala trobojnicu s crnim velom, uzvikujući: "Slava prijestolonasljedniku", te parole protiv Srba. Nakon što se povorka razišla, manje grupice su se okupile oko prostorija novina Hrvatski pokret i Srpske banke, uzvikujući protusrpske parole. Dan poslije u Zagrebu su u režiji Hrvatske stranka prava (frankovaca) organizirane prve protusrpske demonstracije. Demonstranti su bacali kamenje na saborske zastupnike koji su se vraćali iz katedrale sa zadušnice za ubijenog prijestolonasljednika. Kamenovali su srpske radnje, dokle je jedna grupa po Vlaškoj ulici uništavala srpske dućane. Demonstranti su razbili prozore na kući gradonačelnika Janka Holjca i uredništva novina Hrvatski pokret. Pravaški list Hrvatska je iz dana u dan pozivao na obračun sa "Srbima veleizdajnicima". Vlasti Trojedne Kraljevine Hrvatske, Slavonije i Dalmacije su prešutno odobravale nerede i protusrpske demonstracije. Redarstvo je do daljnjega zabranilo demonstracije u Zagrebu i izvršilo uhićenja sumnjivih Srba. Posebno oštre protusrpske demonstracije su bile u Petrinji gdje je gradsko poglavarstvo bilo prisiljeno izdati proglas o sigurnosnim mjerama koju su se strogo provodile. U Bjelovaru se nakon vijesti o atentatu na glavnom trgu pred gradskom vijećnicom okupilo 200 ljudi koji su klicali i pjevali hrvatsku himnu, dokle je policija iste demonstrante držala podalje od Srpske pravoslavne crkve i srpskog doma. U Bjelovaru su kasnije izvršena i tri uhićenja zbog podrugljivih izjava o Franji Ferdinandu, dokle je u Moravicama u Gorskom kotaru uhićen i suspendiran iz službe općinski načelnik Vladimir Petrović koji je okupljenim ljudima izjavio "Vaš car je krepao.".

##### Dalmacija
Velike protusrpske demonstracije najprije su izbile u južnoj Dalmaciji, gdje je u Dubrovniku masa seljaka i radnika navalila na općinu demonstrirajući protiv Srba. Prostorije Srpskog sokola i srpske škole su bile zasute kamenjem, te potpuno uništeni. U Konavlima je masa palila istaknute srpske zastave, a u Metkoviću su zapaljene pojedine srpske kuće. U Zadru su protusrpske demonstracije trajale danima, dokle je u Opuzenu lokalno stanovništvo devastiralo grčko istočnu crkvu. U Splitu su vlasti raspustile Hrvatski sokol zbog projugoslavenskog djelovanja, te su uslijedila brojna uhićenja članova tog društva.

##### Slavonija i Srijem
U Slavonskom Brodu je došlo do žestokih protusrpskih demonstracija, gdje su demonstranti pod vodstvom gradski viječnika demolirali imovinu Srba. Počinjena je velika šteta na zgradi Srpske banke i na hotelu u srpskom vlasništvu. Velike protusrpske demonstracije izbile su i u Đakovu gdje se okupilo oko 1000 ljudi koji su krenuli pred biskupsko sjemenište gdje su spalili srpsko zastavu, te su zatim krenuli prema kućama istaknutijih Srba u gradu, a koje su od uništenja uspjele obraniti gradske redarstvene snage. U Vinkovcima su demonstranti uzvikivali "Slava Ferdinandu i Sofiji" i "Dolje Srbi", te su se pokušali probiti do pravoslavne crkve i srpske škole, no u tome su ih spriječile redarstvene snage. Demonstracije su izbile i u Vukovaru. Revoltirana masa je u nekoliko navrata krenula prema pravoslavnoj crkvi pod vodstvom lokalnih frankovaca i članova katoličkog djetićkog društva uzvikujući: "Abzug kralj Petar! Abzug bombaši!". U Orahovici se skupilo oko 120 ljudi koji su noseći pred sobom hrvatsku trobojnicu krenuli u ophodnju gradom uzvikujući "Živio naš kralj Franjo Josip", "Slava Ferdinandu Franji", "Abzug Srbi" i "Dolje s ubojicama".

##### Hrvatska inteligencija
Veći dio projugoslavenski usmjerene hrvatske inteligencije je potajno odobravao atentat u Sarajevu. Frano Supilo je odmah shvatio da je rat neizbježan, te je donio odluku da pođe u emigraciju i povede akciju za rušenje Austro-Ugarske Monarhije i ujedinjenje Slovenaca, Hrvata i Srba. Ivan Meštrović je tijekom boravka u Veneciji izrazio bojazan za svoj povratak u zemlju, znajući da će zbog svoga projugoslavenskog usmjerenja biti pod prismotrom vlasti. Vladimir Čerina je nakon atentata prognozirao i priželjkivao nastanak velikog jugoslavenskog naroda. Ivo Andrić je 29. srpnja 1914. bio uhićen kao nacionalno-revolucionarni omladinac projugoslavenskog usmjerenja. Milan Rojc, jedan od viđenijih članova Hrvatsko-srpske koalicije i bivši ministar bogoštovlja i nastave, je bio duboko potresen i zabrinut po primitku vijesti o atentatu, te je na svojoj kući izvjesio crnu zastavu. Dr. Ivo Frank je javno govorio da "Ovakav izdajnički Sabor radi o glavi hrvatskom narodu i Habsburškoj monarhiji.", te da je "Juče ubijeni u Sarajevu jedina uzdanica Hrvata.". Juraj Demetrović je u zagrebačkoj Narodnoj kavani harangirao ljude protiv demonstranata, te je upravo iz kavane bio bačen jedan stolac i kamenje na demonstrante koji su u tom trenutku prolazili. Stjepan Radić je oštro osudio atentat. Prvo zato što nije vjerovao u nasilje kao čin političkog izražavanja političkih uvjerenja, a drugo jer je tada u strahu od moćnih susjeda težio očuvanju Dvojne monarhije kao najboljeg sigurnog štita za hrvatski narod. Ujedno je vjerovao da se Monarhija prije ili kasnije mora preurediti na trijalistički način i to tako što bi Hrvatska trebala postati posebnom jedinicom unutar te zajednice. Sarajevski nadbiskup Josip Stadler je osudio atentat i pri tom oštro napao Hrvatsko-srpsku koaliciju, dokle je zagrebački nadbiskup Antun Bauer izjavio da se poslije atentata treba pouzdati u bana Ivana Skerlecza da sjedini Dalmaciju i Bosnu, pa makar to bilo i na osnovu nagodbe. Nasuprot tome, krčki biskup Antun Mahnić je zajedno sa svojim Riječkim novinama čvrsto stajao na projugoslavenskom pravcu Hrvatskog katoličkog pokreta. Podjele među Hrvatima dovele su do ozbiljnih posljedica po hrvatsku političku scenu. Mnogobrojni među njima, pristaše projugoslavenske opcije, kasnije su se našli pod udarom represivnih organa vlasti, pod prismotrom, istragom, uhićenjem, suđenjem i bijegom u emigraciju.

#### Posljedice Sarajevskoga atentata
Bio je to neposredni povod za početak Prvoga svjetskog rata. Uslijedio je ultimatum Austro-Ugarske vladi Srbije, koju je ova smatrala neposredno odgovornom za atentat, a potom i objava rata. Danas je sigurno da je iza ubojstva stajalo tajno udruženje unutar srpske vojske - Crna ruka, dok uloga srpske vlade u tome nije do kraja rasvijetljena.
Unatoč ultimatumu i zatim objavi rata Srbiji, malo je političara u Austro-Ugarskoj iskreno žalilo za Franjom Ferdinandom, koji je svojim zamislima mogao ugroziti njihove pozicije. On ih je uspio razbjesniti i nakon smrti: plan da se nadvojvoda pokopa u carskoj grobnici, a njegova neprihvaćena supruga ne, propao je zbog njegove oporuke kojom je odredio da oboje budu sahranjeni u obiteljskom dvorcu Artstetten.

## Spomen
- Austro-Ugarska Monarhija je izdala komemorativnu poštansku marku u čast Franje Ferdinanda i Sofije, dokle je Austrija 2004. godine izdala kovanicu od 10 Eura.[25]
- U Sarajevu je 1917. godine, na Latinskoj ćupriji, podignut Spomenik umorstvu, spomenik Franji Ferdinandu i Sofiji.[26] Spomenik je krajem 1918. godine, nakon nešto više od godine dana od postavljanja, razmontiran i sklonjen u dvorište Zemaljskog muzeja Bosne i Hercegovine odakle je misteriozno nestao sredinom 1970-ih, a danas se dijelovi spomenika nalaze u Umjetničkoj galeriji Bosne i Hercegovine, Trebinju i na Kobiljoj Glavi.[26]
- Škotski rock sastav Franz Ferdinand se nazvao po Franji Ferdinandu.[27]
- U Metkoviću je, 2014. godine, na rivi, postavljeno spomen obilježje Franji Ferdinandu i Sofiji.[28] Postavljena je "city-light vitrina" a na njoj su zapisane osnovne informacije o njihovome boravku u Metkoviću 1914. godine.[28]

## Galerija
- Ukrcaj Franje Ferdinanda na vlak u Metkoviću 1914. godine.
- Dolazak Franje Ferdinanda i Sofije u Gradsku viječnicu Sarajeva 1914. godine.
- Ukrcaj lijesova Franje Ferdinanda i Sofije na jahtu Dalmat u luci Metković 1914. godine.
- Isplovljavanje Dalmata s tijelima Franje Ferdinanda i Sofije prema ušću Neretve 1914. godine.
- Gräf & Stift, automobil u kojem su ubijeni Franjo Ferdinand i Sofija. Danas izložen u vojnom muzeju u Beču.
- Gräf & Stift (odostraga).
- Svečana vojna odora koju je Franjo Ferdinand nosio na dan atentata i krevet na kojem je izdahnuo. Danas izloženi u vojnom muzeju u Beču.
- Posljednje počivalište Franje Ferdinanda i Sofije u obiteljskom dvorcu Artstetten.